# Estudi virtual
Un estudi virtual és un estudi de televisió que permet una combinació a temps real de persones o objectes amb ambients o objectes generats per ordinador. Per a aquesta integració s'utilitzarà la tècnica anomenada croma o chromakey. El punt clau d'un estudi virtual és que la càmera real es mou en un espai 3D mentre la imatge de la càmera virtual es renderitza des de la mateixa perspectiva a temps real, per tant, aquest escenari virtual s'ha d'adaptar en cada moment a la configuració de la càmera (zoom, pan, angle, tràveling, etc.). Aquest, és el fet que diferencia un estudi virtual de la tècnica de croma tradicional. També es diferencia de les tècniques utilitzades en cinema, ja que les escenes cinematogràfiques s'editen posteriorment i en un estudi virtual, en ser en temps real, no es necessita una postproducció.

## Diferents aplicacions
En un estudi virtual hi podem diferenciar diferents usos segons la necessitat de cada producció.

### Sistemes preproducció
Sistemes estàtics. En els sistemes estàtics, es tenen pregrabades les imatges virtuals dels fondos per a les diferents configuracions de les càmeres. Aquests fondos es guarden en un servidor des del qual el sistema s'encarrega de sincronitzar cada configuració de les càmeres amb la seva imatge de fons corresponent. És el sistema més senzill, però té el desavantatge que només es pot aplicar a un tipus de programa determinat, com podrien ser els telenotícies, o els programes meteorològics.

### Sistemes a temps real
Sistemes dinàmics. Per altra banda tenim els sistemes dinàmics, els quals permeten integrar el moviment de la càmera dins d'un entorn el 100% virtual creat per ordinador i en temps real. Per contra, ens trobem que és un sistema que requereix grans dosis de càlcul computacional.

### Sistemes de postproducció
En cinematografia es produeixen les escenes prèviament gravades mitjançant la introducció de fondos virtuals. Aquesta tècnica s'utilitza actualment en el cinema d'acció, on s'opta per gravar una escena sobre un fons de color uniforme, generalment verd o blau, i posteriorment aquestes escenes s'integren en un entorn virtual.

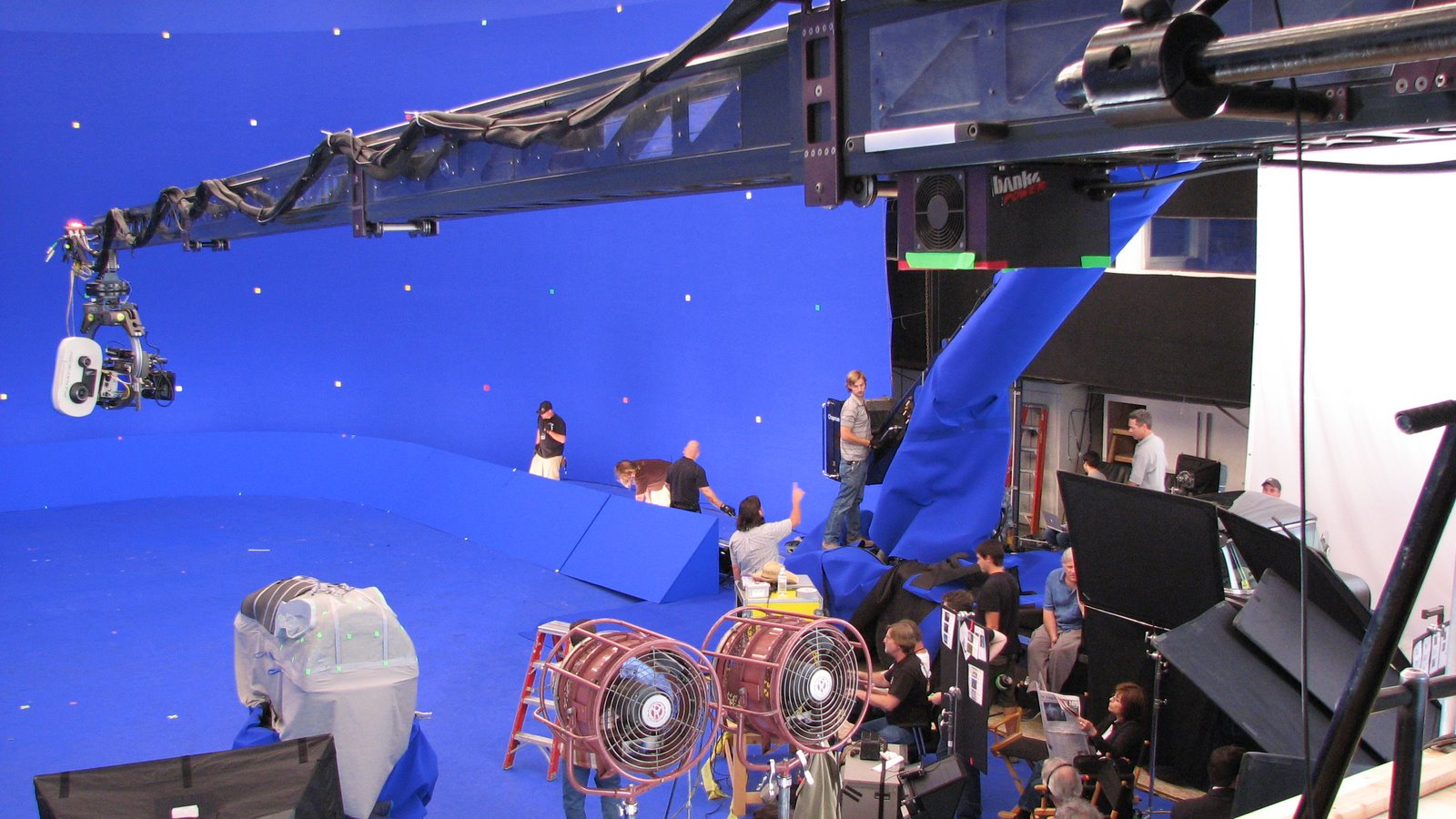
Estudi virtual de The Spiderwick Chronicles, on s'està preparant una escena amb efectes especials utilitzant tecnologia virtual en un estudi virtual

## Solucions tècniques
Actualment existeixen moltes solucions tècniques per crear estudis virtuals. Moltes d'elles inclouen els següents components:
- Seguiment de càmera. Utilitza mesures òptiques o mecàniques per a crear un flux continu de dades que descriuen la perspectiva exacte d'una càmera.
- Reproducció del software en temps real. S'aconsegueix mitjançant les dades del seguiment de càmera i genera una imatge sintètica d'un estudi de televisió.
- Un mesclador de vídeo. Combina el vídeo de la càmera de televisió amb el vídeo de la reproducció del software en temps real i produeix la sortida de vídeo final. La forma més utilitzada per mesclar dos vídeos és utilitzant la croma.

## Diferències amb el croma tradicional
La principal diferència amb el croma tradicional (el que s'utilitza per exemple en programes d'informació del temps) es troba en que en els sistemes tradicionals hi tenim un fons estàtic sobre el que no es realitza cap mena de moviment de càmera (zoom, pan, etc.) mentre que en un estudi virtual aquest fons estàtic és substituït per un de dinàmic (generalment tridimensional) generat per ordinador. Així doncs, la càmera queda lliure per fer tota mena de moviments, i aquests han de ser sincronitzats amb el fons virtual.

## Avantatges d'un estudi virtual[4]

### Productivitat
Un estudi virtual és una eina molt productiva. Aquesta tecnologia permet als organismes de radiodifusió fer canvis de la presentació d'un escenari només amb uns pocs clics. Molt útil a l'hora d'utilitzar un mateix espai per realitzar diferents programes.

### Utilització de l'espai
Aquesta tecnología ens permet produir vídeos molt rics en continguts en espais molt petits. Amb això es pot aconseguir emetre programes amb un escenari virtual molt espaiós utilitzant un espai de producció molt petit. Aquesta tècnica, a més a més, aconsegueix estalviar espai d'emmagatzematge, ja que tots els conjunts són virtuals i només ens serà necessari emmagatzemar els conjunts reals o físics.

### Estalvi de producció
Dissenyar grans escenaris és car i, un cop són construïts, són difícils de canviar. A més a més també necessiten un manteniment. En canvi, un estudi virtual s'estalvia aquests costos, no necessiten la intervenció de cap subjecte i sempre es veurà com si fos nou.

### Eina creativa
Els estudis virtuals permeten posar al límit la nostre imaginació. Els únics límits que existeixen són els de la nostre creativitat. Això significa que la llibertat de creació en un estudi virtual és molt més gran que en qualsevol altre sistema.

### Tecnología verda
Un estudi virtual no necessita fusta, ni plasmes reals, inclús es pot aconseguir una bona il·luminació utilitzant poques llums. Només és necessari il·luminar als subjectes i tenir una il·luminació uniforme de la pantalla verda. Els estudis virtuals són la primera tecnologia verda per a la indústria de la radiodifusió.

## Inconvenients d'un estudi virtual

### Cost computacional
Amb sistemes en 2 dimensions no hi ha un límit en la complexitat de l'escenari excepte pel temps que es tarda a dissenyar l'escenari virtual de fons. Amb sistemes en 3D l'ordinador que genera l'estudi virtual ha de renderitzar la imatge dibuixant la superfície i omplint-la amb diferents textures i ombres. Més realisme requereix més textures, i això redueix el frame-rate màxim.
Les limitacions actuals impliquen que les imatges renderitzades a 50 camps per segon són o models simples amb textures complexes, o models complexes amb textures simples. A més, en afegir efectes lumínics i d'anti-aliasing i tenir una correcte interpolació comporta un augment del cost computacional. Per aquest motiu, ni la pròxima generació d'ordinadors serà capaç d'aconseguir una realitat amb qualitat fotogràfica per estudis virtuals i en temps real.

### Diferències de senyals
Utilitzar un estudi virtual suposa que hi hagi retards entre la imatge i el so. Això és degut a la diferència computacional que hi ha entre el senyal de la càmera real i l'estudi virtual. Per solucionar-ho únicament haurem de retardar el senyal del so per sincronitzar-lo amb el senyal de vídeo.

## Recomanacions per a l'ús d'un estudi virtual
1. Tenir un límit de 3 persones en escena. Si hi ha més de 3 persones en escena, es complica la realització. Primerament perquè necessitarem un estudi més gran, i segon, perquè la il·luminació serà més complicada. Com menys subjectes s'hagin d'il·luminar, més fàcil serà fer la croma.
2. Utilitzar múltiples càmeres. Per tenir una millor realització sempre és bo tenir diverses càmeres per donar més dinamisme a l'escena. En un sistema virtual només serà necessari indicar la posició de cada càmera dins de l'escenari fet per ordinador.
3. Evitar les cantonades. Això és molt important per a obtenir una il·luminació el més uniforme possible sobre la pantalla verda del croma. Per fer-ho només caldrà fer cantonades arrodonides. Com més uniforme és el color de la pantalla verda del croma, més fàcil és fer el croma.

## Diferències entre tècniques de cinema i televisió
Pel que fa a la diferència entre la tècnica utilitzada en cinema i en televisió, es pot afirmar que el principal problema de la televisió és que ha de treballar en temps real, i donat el cost computacional tan elevat dels entorns virtuals, amb els ordinadors actuals és impossible obtenir una qualitat fotogràfica en els acabats. En el cinema, com que no es treballa en temps real, sinó que l'escenari virtual s'introdueix posteriorment, s'obté una qualitat de l'escenari molt major, arribant a ser quasi indistingible d'un escenari real per la seva qualitat fotogràfica.